# Йоити (посёлок)
Йоити (яп. 余市町 Ёити-тё:) — посёлок в Японии, находящийся в уезде Йоити округа Сирибеси губернаторства Хоккайдо. Площадь посёлка составляет 140,60 км², население — 20 353 человека (30 июня 2014), плотность населения — 144,76 чел./км².

## Географическое положение
Посёлок расположен на острове Хоккайдо в губернаторстве Хоккайдо. С ним граничат город Отару, посёлки Ники, Фурубира и село Акаигава.

## Население
Население посёлка составляет 20 353 человека (30 июня 2014), а плотность — 144,76 чел./км². Изменение численности населения с 1980 по 2005 годы:
| 1980 | 26 632 чел. |  |
| 1985 | 26 213 чел. |  |
| 1990 | 25 266 чел. |  |
| 1995 | 24 485 чел. |  |
| 2000 | 23 685 чел. |  |
| 2005 | 22 734 чел. |  |

## Символика
Деревом посёлка считается яблоня, цветком — цветок яблони, птицей — сизая чайка.

## История
В 1934 году Масатака Такэцуру в Йоити построил первый перегонный завод компании «Никка Виски».